# Luis Rodríguez Alanís
Luis Alfonso Rodríguez Alanís (* 21. Januar 1991 in Monterrey, Nuevo León) ist ein mexikanischer Fußballspieler, der wahlweise in der Abwehr bzw. im defensiven Mittelfeld eingesetzt wird. 

## Laufbahn
Seine ersten Profijahre verbrachte der gebürtige Regiomontano bei seinem „Heimatverein“ CF Monterrey, bei dem er seit 2007 unter Vertrag stand und in der Anfangszeit häufiger in deren unterklassigen Reserveteams zum Einsatz kam. Am 24. Juli 2010 feierte er sein Debüt für die erste Mannschaft der Rayados in der höchsten mexikanischen Spielklasse beim Auswärtsspiel gegen den San Luis FC, der in den Jahren 2012 und 2013 auch seine zweite Station war. Nachdem dieser Verein am Ende der Saison 2012/13 kollabierte, wechselte Rodríguez zum Chiapas FC, bei dem er sich in den nächsten Jahren zum Stammspieler entwickelte. 
Zur Saison 2016/17 kam er in seine Heimatstadt zurück, wo er seither bei den UANL Tigres unter Vertrag steht, mit denen er bereits zweimal die mexikanische Fußballmeisterschaft  gewann. 
Am 15. April 2015 gab er in einem Testspiel gegen den Nachbarn USA sein Debüt im Dress der mexikanischen Fußballnationalmannschaft.

## Erfolge
- Mexikanischer Meister: Apertura 2016 und Apertura 2017
- CONCACAF Gold Cup: 2019